# Manfred Mann's Earth Band
Cet article concerne le groupe. Pour l'album, voir Manfred Mann's Earth Band (album). Pour les autres significations, voir Manfred Mann (homonymie).
 (février 2020).
Manfred Mann's Earth Band (abrégé MMEB) est un groupe de rock britannique, originaire de Londres, en Angleterre. Il est formé par le claviériste sud-africain Manfred Mann. Le groupe connait de grands succès notamment avec des reprises de Bruce Springsteen Blinded by the Light et Spirit in the Night. Il est formé en 1971 et, malgré des disputes à la fin des années 1980 et début 1990, le groupe continue de donner des concerts.
Comparé à Manfred Mann, le groupe prend une direction différente du format trois minutes pop et sage pour s'orienter vers une combinaison de rock progressif et de mélodies imparables. En plein dans les années 1970, les thèmes de l'espace, de l'écologie seront des thèmes désormais récurrents. La version du groupe de Blinded by the Light est classée premier aux États-Unis, alors qu'elle avait peu de succès par son auteur Bruce Springsteen. Celui-ci a d'ailleurs vivement critiqué cette reprise pour différentes raisons, c'était une ballade et c'est devenu une chanson rock, les paroles ont été modifiées peut-être à cause d'une incompréhension.

## Biographie

### Formation
Mann débute les années 1960 avec un groupe homonyme qui publiera des hits comme Do Wah Diddy Diddy et The Mighty Quinn puis se consacre au groupe orienté jazz fusion Manfred Mann Chapter Three avant de former Earth Band en 1971. Dans sa biographie (2003), Klaus Voormann, ancien bassiste du groupe de Manfred Mann, le nom de Earth Band semblerait avoir été suggéré plusieurs fois dans les années 1960 car le style soft pop de Mann devenait « plus terreux » (earthier) et plus rock. D'après sa version officielle approuvée, cependant, le nom a été suggéré par le batteur Chris Slade en septembre 1971 et serait lié à un mouvement écologique de cette période.
La formation originale comprend Mick Rogers (guitare, chant), Manfred Mann (orgue, piano, synthétiseur, chant), Colin Pattenden (basse) et Chris Slade (batterie, chant). À ses tout débuts, le groupe se nomme Manfred Mann et est ainsi une continuité du groupe des années 1960. Le quatuor sort un premier single, Please Mrs. Henry, en 1971. Leur deuxième single, Living Without You, est aussi publié par Manfred Mann en Europe, mais par Manfred Mann's Earth Band aux États-Unis, où il devient un succès mineur.

### Années 1970–1980
Leur sixième album, Nightingales and Bombers (1975), prend son titre d'un naturiste de la Seconde Guerre mondiale. 
Le pic de popularité du groupe aux US survient en février 1977, lorsqu'il atteint la première place du Billboard Hot 100 avec une reprise du morceau Blinded by the Light de Bruce Springsteen. Avant ce hit, Mick Rogers quitte le groupe (après l'album Nightingales and Bombers en 1975) et Chris Thompson (chant, guitare) et Dave Flett (guitare solo, chœurs) sont rapidement recruté pour remplacer Rogers (même si celui-ci contribue toujours aux chœurs sur l'album). The Roaring Silence fait aussi participer la saxophoniste de jazz Barbara Thompson.
Le batteur Chris Slade et le guitariste Dave Flett quittent avant la sortie de l'album Angel Station. Flett est remplacé par Steve Waller, qui partagera le chant avec Thompson. Geoff Britton joue de la batterie sur l'album, mais est vite remplacé par John Lingwood, à cause de la maladie[Laquelle ?]. L'album Chance (1980) prend une tournure plus électronique. 
En 1984, le groupe sort le single Runner, une reprise de Ian Thomas, avec Thompson au chant et Mick Rogers aux chœurs.

### Années 2000–2010

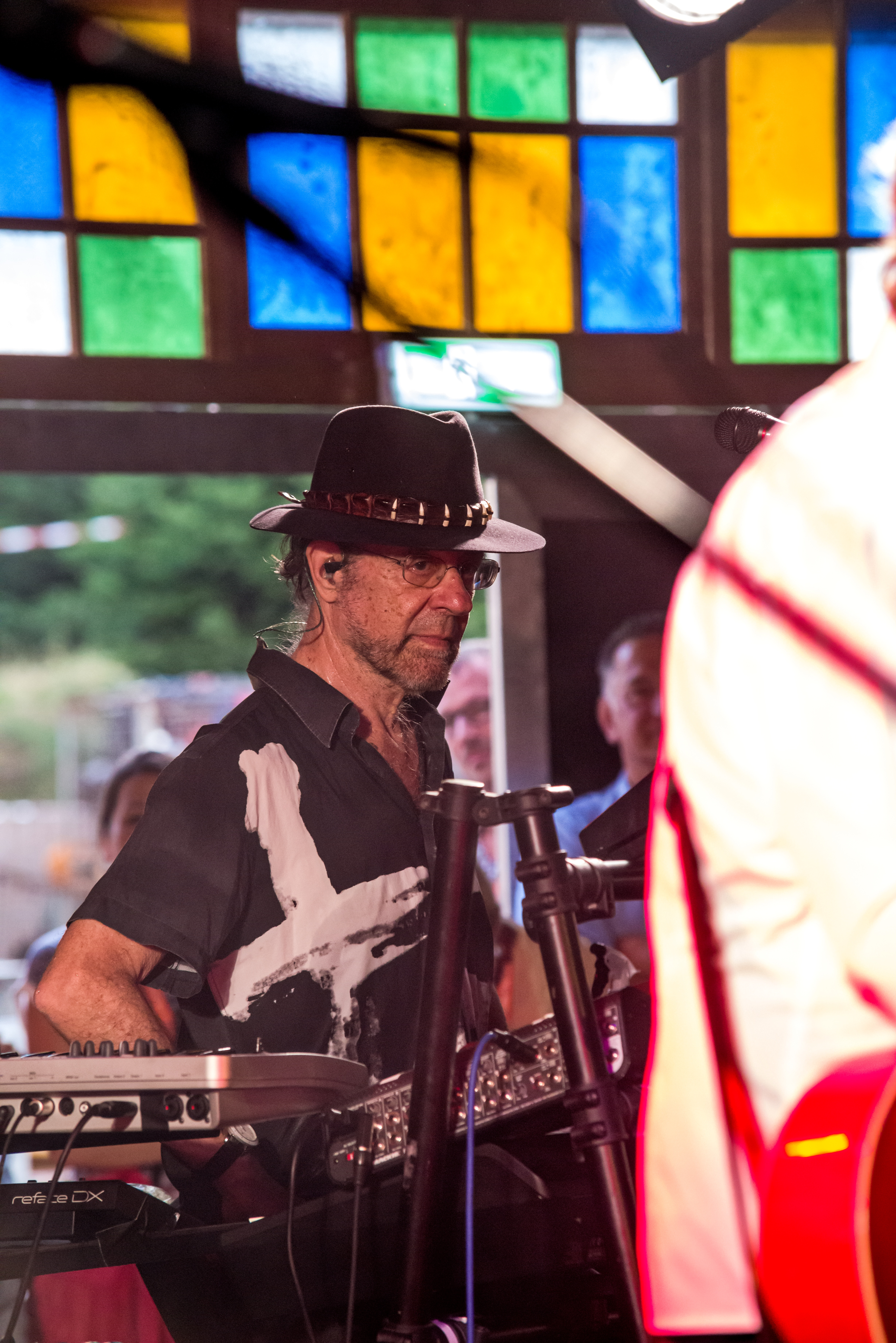
Manfred Mann's Earth Band, au Zelt-Musik-Festival, à Fribourg-en-Brisgau, en Allemagne, en 2017.

Manfred Mann's Earth Band est relancé dans les années 1990, et reprend des morceaux de Paul Weller, Robert Cray, Del Amitri, et The Lovin' Spoonful. Mann publie aussi des projets en solo comme Plains Music et 2006.
Décembre 2006 assiste à la sortie du DVD Unearthed 1973–2005 The Best of Manfred Mann's Earth Band.
En 2007, deux remixes dance à part des morceaux de Bruce Springsteen repris par Manfred Mann's Earth Band entrent aux charts australiens. 
En 2008, le groupe sort le DVD Watch qui comprend leur concert australien enregistré en 1979.

## Membres

### Membres actuels
- Manfred Mann : claviers, chant (depuis 1971)
- Mick Rogers : guitare, chant (1971–1975, depuis 1983)
- John Lingwood : batterie (1979–1987, depuis 2016)
- Steve Kinch : basse (depuis 1991)
- Robert Hart : chant (depuis 2011)

### Anciens membres

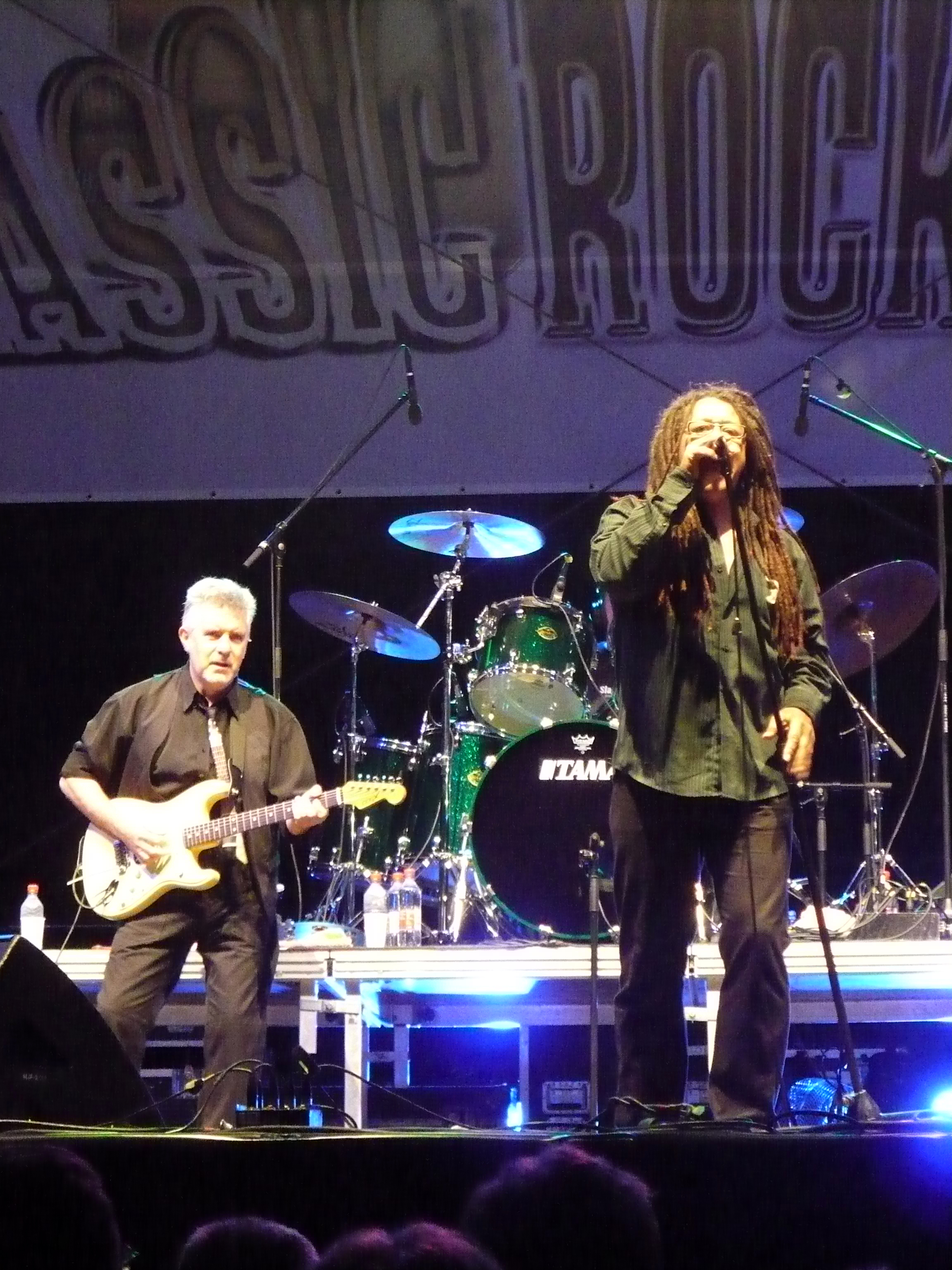
Mick Rogers (guitare) et Noel McCalla (chant) en concert avec Manfred Mann's Earth Band le 30 mai 2009 à Bad Urach

- Chris Slade : batterie (1971-1978)
- Colin Pattenden : basse (1971-1977)
- Chris Thompson : chant, guitare (1975–1986, 1996–1999, 2004)
- Dave Flett : guitare (1975–1978)
- Pat King : basse (1977–1981, 1991–2013)
- Steve Waller (†) : guitare, chant (1979-1983), mort le 6 février 2000
- Geoff Britton : batterie (1979)
- Trevor Rabin : guitare, production (1980-1981, 1984)
- Matt Irving : basse (1982-1983)
- Shona Laing : chant (1983)
- Noel McCalla : chant (1980-1983, 1991-2009, 2010)
- Clive Bunker :  batterie (1991-1996)
- John Trotter : batterie (1996-2000)
- Richard Marcangelo : batterie  (2000-2002)
- Pete May : batterie (2002)
- Geoff Dunn : batterie (2002-2007)
- Jimmy Copley (†) : batterie, percussions (2007-2015), mort le 13 mai 2017
- Peter Cox : chant (2009-2010)

## Discographie

### Albums studio
- 1971 : Manfred Mann's Earth Band
- 1972 : Glorified Magnified
- 1973 : Messin'
- 1973 : Solar Fire'
- 1974 : The Good Earth
- 1975 : Nightingales and Bombers
- 1976 : The Roaring Silence
- 1978 : Watch
- 1979 : Angel Station
- 1981 : Chance
- 1983 : Somewhere in Afrika
- 1986 : Criminal Tango
- 1987 : Masque
- 1996 : Soft Vengeance
- 2004 : 2006 (sorti sous le nom de groupe Manfred Man '06 with Manfred Mann's Earth Band)

### Albums live
- 1977 : Wired (enregistré à Boston)
- 1983 : Budapest Live
- 1998 : Mann Alive

### Compilations
- 1990 : 20 Years of Manfred Mann's Earth Band 1971-1991 (1990)
- 1999 : The Very Best of Manfred Mann's Earth Band Re-mastered vol 1 (1999)
- 2000 : The Very Best of Manfred Mann's Earth Band Re-mastered vol 2 (2000)